# Hilaire Bellocs Klein-Kinder-Bewahr-Anstalt

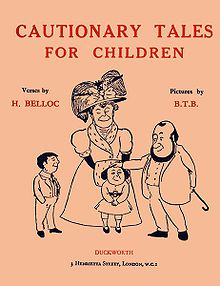
Buchcover der englischen Originalausgabe aus dem Jahr 1907

Hilaire Bellocs Klein-Kinder-Bewahr-Anstalt (englischer Originaltitel Cautionary Tales for Children) ist ein Kinderbuch des englischen Schriftstellers Hilaire Belloc, das 1907 mit Illustrationen von Basil Temple Blackwood beim Verlag Eveleigh Nash veröffentlicht wurde. Die deutsche Erstausgabe mit einer Nachdichtung von Hans Magnus Enzensberger und ergänzt um vier Geschichten aus Bellocs Fortsetzung New Cautionary Tales mit Illustrationen von Quentin Blake erschien 1998 beim Sanssouci Verlag. Die ironischen Mahn- und Warngeschichten über unartige Kinder gelten in England seit Beginn des 20. Jahrhunderts als Klassiker und sind ähnlich populär wie im deutschsprachigen Raum die Werke von Wilhelm Busch.

## Inhalt
Bellocs Geschichten sind eine Parodie auf die ‚moralischen Geschichten‘, die im 19. Jahrhundert populär waren (wie beispielsweise der Struwwelpeter):
- Der kleine Jim läuft seinem Kindermädchen davon und wird deshalb von einem Löwen gefressen.
- Henry King kaut stets an einer Schnur, die sich schließlich zu einem Knäuel in seinem Magen verwickelt. Die Ärzte können ihm nicht helfen und er stirbt.
- Matilda ist eine notorische Lügnerin, die beispielsweise zum Spaß die Feuerwehr alarmiert. Als es tatsächlich brennt, wird ihr dies zum tödlichen Verhängnis, weil die Leute glauben, Matilda würde ihnen wieder einmal einen Bären aufbinden.
- Franklin Bloom liebt es, im Dreck zu wühlen. Sein Onkel haut ihn deshalb windelweich.
- Der adelige und hochmütige Godolphin Horne ist ein kleiner Rüpel, der es sich mit allen verscherzt. Schließlich möchte niemand etwas mit ihm zu tun haben und er endet als einfacher Schuhputzer.
- Clive spielt mit der geladenen Flinte seines Vaters und schießt damit auf seine Schwester. Glücklicherweise trifft er daneben. Vom Vater wird er lediglich dafür getadelt, dass er den Schuss im Hausinneren abgegeben hat.
- Der kleine Tom fürchtet sich vor einem Automobil. Was hätte da wohl sein tapferer Urgroßvater von seinem schreckhaften Nachfahren gedacht!
- Der kleine Lord Lundy fängt bei jeder Kleinigkeit zu weinen an und nervt damit seine gesamte Verwandtschaft, inklusive der eigenen Eltern. Auch als erwachsener Mann mit 26 Jahren vergießt er nach wie vor jede Menge Tränen. Der Herzog, sein Großvater, wollte ihn eigentlich als Premierminister sehen, doch wegen seiner weinerlichen Art wird er als Gouverneur in den Fernen Osten abgeschoben, was dem Herzog das Herz bricht und zu dessen baldigem Tod führt.
- Rebecca schlägt ständig Türen zu, um Leute zu erschrecken. Eines Tages fällt ihr dabei eine Büste auf den Kopf und erschlägt sie.
- Die Großmutter schenkt ihrem Enkel George einen Riesen-Luftballon. George kommt mit dem Ballon einer Kerze zu nahe und durch die Explosion stürzt das Haus ein. Viele Bewohner sterben bei dem Unfall oder werden so wie die Beschäftigten in der Küche taub. Der kleine George überlebt, doch er heult und jammert, weil er eine Beule abbekommen hat.
- Charles Augustus Fortescue ist allseits bekannt für seine Bravheit und Höflichkeit, macht dadurch Karriere, vermählt sich schließlich mit einer reichen Erbin und bringt es dadurch zu enormen Vermögen und Wohlstand.

## Rezeption
Victoria Neumark schreibt in ihrer Buchrezension: „Dies ist keine Ansammlung von Erziehungshilfen, wie im Falle des entsetzlichen Struwwelpeter. Die Inhalte sind ebenso unrealistisch wie die dazugehörigen Illustrationen. Und einige Missgeschicke, wie schlammverschmierte Kleidung, erscheinen im Zeitalter der Waschmaschine weit weniger katastrophal. Belloc war ein Meister der Ironie. Ein alter Klassiker des Buches ist die Geschichte von Algernon (in der deutschen Ausgabe Clive), der mit einem geladenen Gewehr spielte und vom Vater getadelt wird – weil er so viel Lärm machte. Das ist typisch Belloc.“

## Referenzen
Hilaire Bellocs Klein-Kinder-Bewahr-Anstalt ist in dem literarischen Nachschlagewerk 1001 Kinder- und Jugendbücher – Lies uns, bevor Du erwachsen bist! für die Altersstufe 8+ Jahre enthalten.

## Ausgaben
- Cautionary Tales for Children. Designed for the Admonition of Children between the ages of eight and fourteen years. Eveleigh Nash, UK 1907 (englisch).
- Hilaire Bellocs Klein-Kinder-Bewahr-Anstalt. Fünfzehn erbauliche Geschichten zur Warnung vor den schlimmen Folgen jugendlichen Überschwangs. Sanssouci, Zürich 1998.